# Natural Force
Natural Force (en español: Fuerza natural) es el segundo álbum de estudio grabado por la cantante galesa Bonnie Tyler. El álbum fue lanzado en mayo de 1978 por RCA Records. Al igual que con el álbum debut de Tyler, Ronnie Scott y Steve Wolfe escribieron la mayor parte de las pistas de Natural Force. David Mackay regresó de nuevo a producir el álbum con Scott y Wolfe. Otras canciones son covers de artistas estadounidenses, Stevie Wonder y Carole King.
Cinco sencillos fueron lanzados en Natural Force. El segundo sencillos, «It's a Heartache», es uno de los sencillos más vendidos de todos los tiempos, con ventas de más de 6 millones de copias. Se convirtió en el primer sencillo de gráficos de Tyler en los Estados Unidos, donde fue certificado oro por la Recording Industry Association of America (RIAA). Muchos otros sencillos de Natural Force también tuvieron éxito en Europa.
Natural Force fue un gran éxito comercial para Tyler. En los Estados Unidos (donde fue publicado bajo el título It's a Heartache), alcanzó el número 2 en la lista Top Albums Country, y el número 16 en el Billboard 200. El álbum también fue un éxito en Europa, pero al igual que su predecesor, no paraba trazar en el Reino Unido.

## Sencillos
«Heaven» fue lanzado como el primer sencillo del álbum en julio de 1977. La canción fue criticado por haber «menor impacto» de sus sencillos anteriores. Fue sólo un éxito en Alemania, donde alcanzó el número 24. Phil Hendricks de cherry Red Records sugirió que la muerte de Elvis Presley el 16 de agosto de 1977 puede haber sido un factor que contribuye a la falta de éxito de la canción, debido a la desviación de la capacidad de promoción de RCA Records.
«It's a Heartache» se convirtió en el segundo sencillo de Natural Force en noviembre de 1977. La rasposa calidad vocal de Tyler la había comparado con Rod Stewart, con los críticos que ven la canción como superior a «Lost in France». «It's a Heartache» fue un éxito comercial, vendiendo más de 6 millones de copias en todo el mundo, consolidándose entre los sencillos más vendidos de todos los tiempos. La canción se convirtió en el primer éxito de Tyler en los Estados Unidos, alcanzando el número tres en el Billboard Hot 100. también alcanzó el número cuatro en el Reino Unido, y el número uno en países como Canadá, Francia y Noruega.
«Here Am I» fue lanzado como el tercer sencillo de Natural Force, el 7 de abril de 1978. La canción no fue tan exitosa comercialmente como «It's a Heartache», sólo llegó a las listas en Alemania y Noruega. Record Mirror afirmó que la canción le faltaba el «gancho irresistible» de «It's a Heartache».
«Hey Love (It's a Feelin')» fue lanzado como el cuarto sencillo en junio de 1978, y no tuvo éxito.
«If I Sing You a Love Song» fue lanzado como el quinto y último sencillo de Natural Force en agosto de 1978, y sólo alcanzó el número 103 en el Billboard Hot 100.

## Lista de canciones
| Natural Force — Edición estándar |                                           |                                         |          |  |
| N.º                              | Título                                    | Escritor(es)                            | Duración |  |
| 1.                               | «It's a Heartache»                        | Ronnie Scott, Steve Wolfe               | 3:28     |  |
| 2.                               | «Blame Me»                                | Ronnie Scott, Steve Wolfe               | 4:02     |  |
| 3.                               | «Living for the City»                     | Stevie Wonder                           | 4:45     |  |
| 4.                               | «If I Sing You a Love Song»               | Ronnie Scott, Steve Wolfe               | 4:45     |  |
| 5.                               | «Heaven»                                  | Ronnie Scott, Steve Wolfe               | 3:04     |  |
| 6.                               | «Yesterday Dreams»                        | Brian Cadd                              | 4:08     |  |
| 7.                               | «Hey Love (It's a Feeling)»               | Ronnie Scott, Steve Wolfe               | 3:55     |  |
| 8.                               | «(You Make Me Feel Like) A Natural Woman» | Gerry Goffin, Carole King, Jerry Wexler | 3:02     |  |
| 9.                               | «Here Am I»                               | Ronnie Scott, Steve Wolfe               | 3:47     |  |
| 10.                              | «Baby Goodnight»                          | Mike Heron                              | 4:15     |  |

| Natural Force — 2009 Relanzamiento (bonus tracks) |                        |                           |          |  |
| N.º                                               | Título                 | Escritor(es)              | Duración |  |
| 11.                                               | «Don't Stop the Music» | Ronnie Scott, Steve Wolfe | 3:51     |  |
| 12.                                               | «It's About Time»      | Ronnie Scott, Steve Wolfe | 3:30     |  |

## Posicionamiento en las listas

### Álbum
| País                                | Mejor posición |
| ----------------------------------- | -------------- |
| Francia (SNEP)                      | 23             |
| Estados Unidos (Billboard 200)      | 16             |
| Suecia (Sverigetopplistan)          | 2              |
| Noruega (VG-lista)                  | 3              |
| Australia (ARIA)                    | 60             |
| Estados Unidos (Top Country Albums) | 2              |

### Sencillos
| Año  | Sencillos                   | Mejor posición | Mejor posición | Mejor posición | Mejor posición | Mejor posición | Mejor posición | Mejor posición | Mejor posición | Mejor posición |
| Año  | Sencillos                   | US Hot 100     | US Country     | UK             | FR             | GE             | AU             | SE             | CH             | NO             |
| 1977 | «Heaven»                    | —              | —              | —              | —              | 24             | —              | —              | —              | —              |
| 1977 | «It's a Heartache»          | 3              | 10             | 4              | 1              | 2              | 3              | 1              | 3              | 1              |
| 1978 | «Here Am I»                 | —              | —              | —              | —              | 18             | —              | —              | —              | 4              |
| 1978 | «Hey Love (It's a Feelin')» | —              | —              | —              | —              | —              | —              | —              | —              | —              |
| 1978 | «If I Sing You a Love Song» | 103            | —              | —              | —              | —              | —              | —              | —              | —              |

### Certificaciones
El 16 de junio de 1978, el sencillo «It's a Heartache» fue certificado oro por la RIAA. 11 días después, el 27 de junio, el álbum recibió el mismo galardón.

## Créditos de producción
- Roger Barm — Teclados
- Kevin Dunn — Bajo
- Mike Gibbins — Batería, percusión
- Peter King — Coros
- David MacKay — Ingeniero
- Ray Taff Williams — Guitarra, coros
- Taff Williams — guitarra acústica, guitarra eléctrica, coros
- Steve Wolfe — guitarra acústica, guitarra, coros